# Llangollen Rural
Llangollen Rural (en anglais) ou Llangollen Wledig (en gallois) est une communauté du borough de comté de Wrexham, au pays de Galles.

## Géographie
La communauté de Llangollen Rural comprend les villages de Froncysyllte (en), Garth et Trevor (en). Elle est située à quelques kilomètres à l'est de la ville de Llangollen, dans le comté voisin du Denbighshire.

## Démographie
Au recensement de 2011, la communauté de Llangollen Rural comptait 2 059 habitants.